# Bill McKibben
William Ernest (Bill) McKibben (Palo Alto, 1960) is een Amerikaanse milieuactivist, schrijver en journalist die uitvoerig heeft geschreven over de opwarming van de Aarde. Hij is een van de meest gerenommeerde milieuactivisten en "groene" journalisten ter wereld.
In 2007 startte McKibben 350.org op, een internationale organisatie die zich bezighoudt met het bestrijden van de opwarming van de Aarde door menselijke activiteiten, en die bewustzijn wil creëren over die problematiek. In 2009 organiseerde 350.org 5200 gelijktijdige demonstraties in 181 landen - volgens het tijdschrift Foreign Policy de "grootste internationaal gecoördineerde betoging ooit". In de Verenigde Staten is hij bekend en berucht vanwege zijn strijd tegen het Keystone Pipeline-project.